# Bævresvamp
Bævresvamp (Tremella) er en slægt med 17 danske arter. De er parasitiske svampe, hvis sporer kan spire med nye sporer. Svampene udvikler ernæringshyfer (haustorier), der trænger ind i andre svampes celler og optager næring. Frugtlegemet er geléagtigt og saftigt.